# Badia de Greifswald

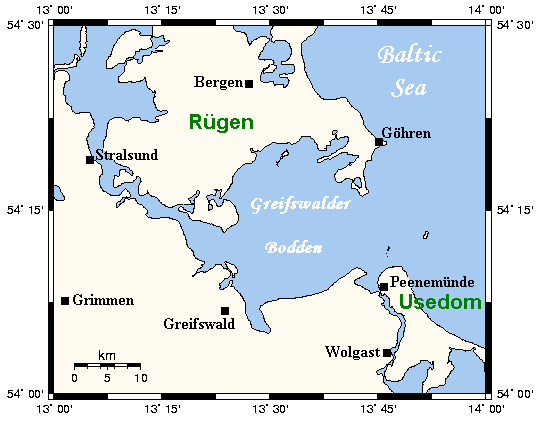
Mapa de la badia

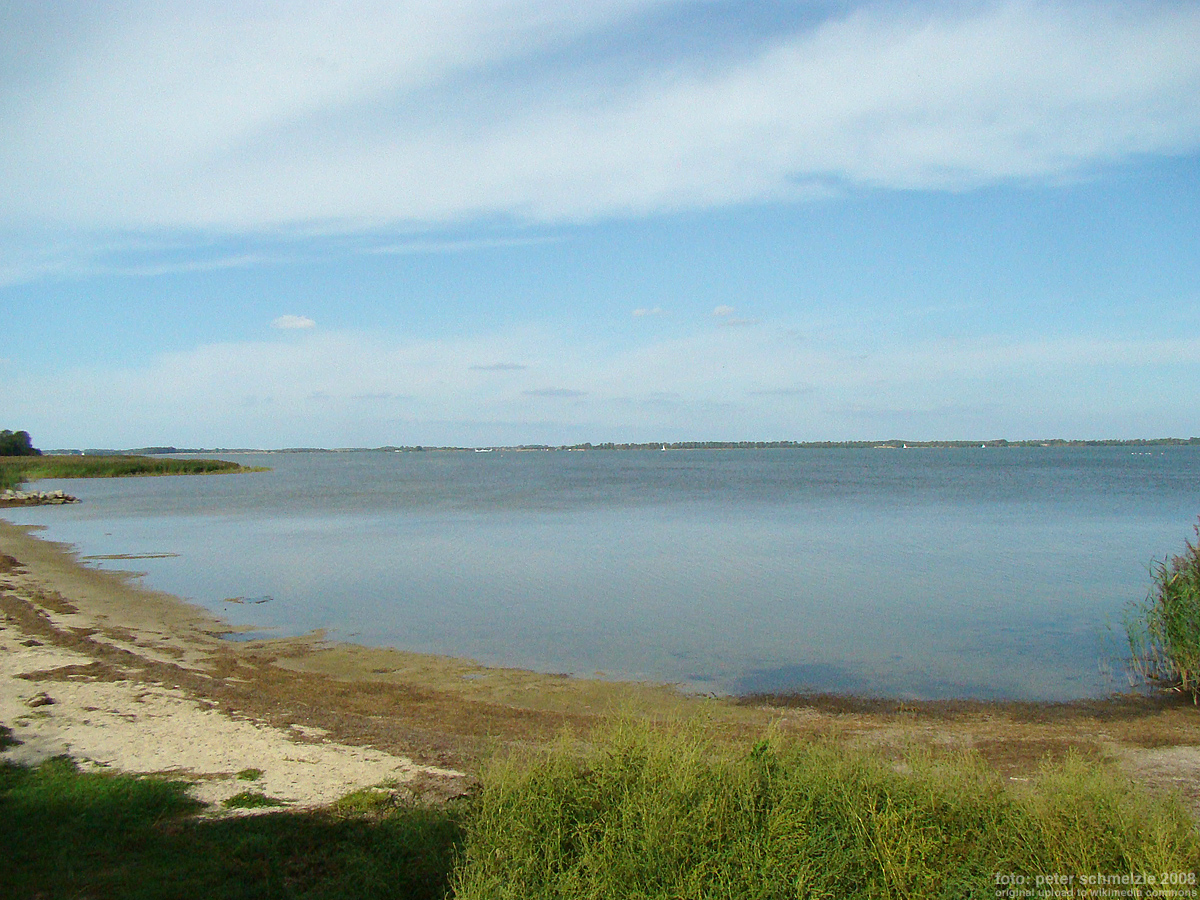
La badia vista des de Sundhagen

La badia de Greifswald (en alemany: Greifswalder Bodden) és un bodden o llacuna salobre típica del sud-oest de la mar Bàltica a l'estat de Mecklenburg-Pomerània Occidental a Alemanya. Té una superfície de 514km².
La badia està limitada a l'oest per l'illa de Rügen, al sud-est per l'illa d'Usedom, a l'est per la badia de Pomerània i al sud per les terres continentals alemanyes i està connectada a la mar Bàltica a través del bodden de Strelasund, un estret que separa Rügen del continent. Comprèn tres badies subalterns: el Rügischer Bodden, Hagenscher Wiek i el Wiek.
Té una costa molt accidentada. La punta de Mönchgut (a l'est de Rügen) i Zudar (al sud de Rügen), la divideixen amb moltes petites badies subalterns, anomenades Wiek. El port principal és Greifswald.
Com tots els bodden, el de Greifswald és molt poc profund, amb una mitjana de 5,6 m i una profunditat màxima de 13,5m. Les aigües són salobres en lloc de salades a causa de l'aportació permanent d'aigua dolça dels rius Ryck, Peene i Ziese i de la hidrografia de la mar Bàltica amb una salinitat superficial d'1,8 a i 0,3%, ja molt inferior als 3,5% del Mar del Nord. La salinitat augmenta també amb la profunditat.

## Història
Abans de la reunificació d'Alemanya el 1990, fou un dels rars llocs de la costa obert al públic on es podia practicar esports aquàtics a l'aleshores República Democràtica Alemanya. La seva geografia feia fàcil la vigilància i així prevenir les fugides de l'estat comunista poc estimat. El lloc fora del Pacte de Varsòvia més proper era l'illa danesa de Bornholm, a més de 100km de distància.
Al costat meridional, a prop del Dänischer Wiek es troben tres ruïnes de plataforma petrolieres, que formen les restes d'una recerca de petroli dels anys 70 del segle passat que no va reeixir. Avui, s'hi reposen molts corbs marins grossos